# 洛克勞埃德 (密蘇里州)
洛克勞埃德（英語：Loch Lloyd）是位於美國密蘇里州卡斯縣的村。

## 人口
根據2020年美國人口普查的數據，洛克勞埃德的面積為4.91平方千米，當中陸地面積為4.51平方千米，而水域面積為0.40平方千米。當地共有人口863人，而人口密度為每平方千米176人。